# زندان بدهکاران

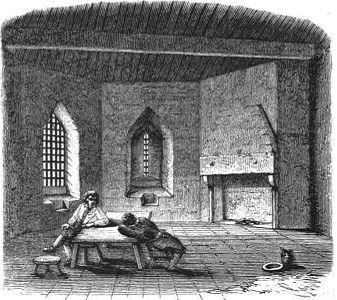
زندان بدهکاران در قرون وسطی در انگلستان

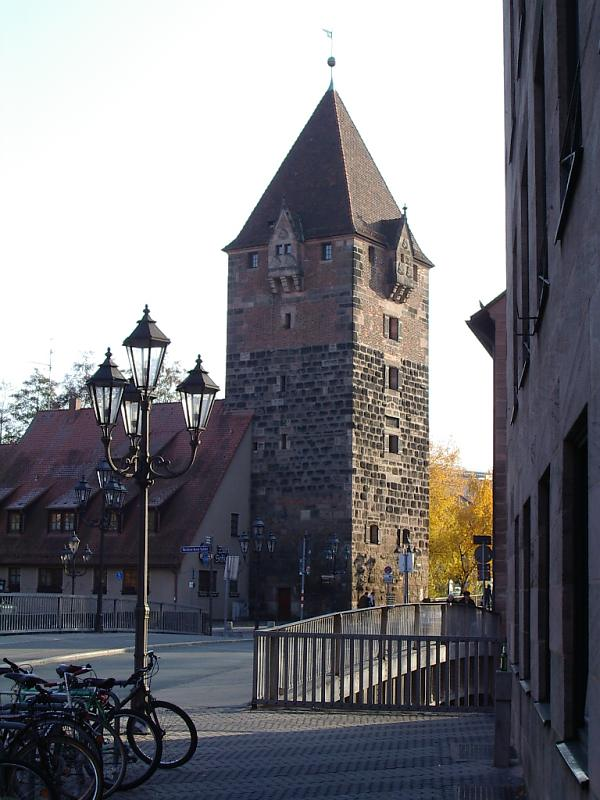
زندان بدهکاران شهر نورنبرگ آلمان در قرون وسطی

زندان بدهکاران، (به آلمانی: Schuldturm)، (به انگلیسی: Debtors' prison) در اروپا به زندان‌هایی گفته می‌شد که بدهکارانی را که توانایی پرداخت دین خود را نداشتند در آن حبس می‌کردند. این نوع زندان‌ها تا اواخر قرن نوزدهم در اروپا برقرار بودند. فرد زندانی می‌توانست در برخی از این زندانهای خاص، کار کند تا بدهی خود را بپردازد. بیشتر این زندانها به شکل برج یا قلعه در داخل شهر قرار داشتند. این نوع زندان امروزه وجود ندارد، ولی زندانی کردن بدهکاران در چندین حالت ویژه در دنیا رایج است، از جمله در مواردی چون نپرداختن جرائم دولتی یا جهت گرفتن «مدرک اعتراف رسمی» مبنی بر ورشکسته بودن فرد (در آلمان تا شش ماه). شش ایالت در ایالات متحد آمریکا نیز حق زندانی کردن بدهکاران را به «تحصیلدار» یا «مأمور اجراء» می‌دهند، به شرطی که او به عنوان نماینده بستانکار، تمامی راه‌های دیگر دریافت وجه را بدون نتیجه طی کرده باشد.
اصطلاح «برج بدهکاران» امروزه تبدیل به ضرب‌المثل شده و در گفتگوهای سیاسی و رسانه‌ای استفاده می‌شود.